# Grigori Lomakin
Grigori Lomakin (russisch Григорий Ломакин, engl. Transkription: Grigoriy Lomakin; * 18. März 1998 in Temirtau) ist ein kasachischer Tennisspieler.

## Karriere
Lomakin spielte bis 2016 auf der ITF Junior Tour. In der Jugend-Rangliste erreichte er mit Rang 341 seine höchste Notierung.
Bei den Profis spielte Lomakin das erste Mal 2013, erste Punkte für die Tennisweltrangliste erspielte er 2016. Erfolg stellte sich 2018 ein, als er die ersten vier Titel auf der ITF Future Tour gewinnen konnte (alle im Doppel). Erstmals beendete er mit Rang 454 das Jahr im Doppel innerhalb der Top 1000. Während er im Folgejahr im Einzel zumindest in die Top 1000 einstieg, gewann er im Doppel drei weitere Futures, womit er sich um weitere 100 Plätze im Vergleich zum Vorjahr verbesserte. Die Saison 2020 war wegen der COVID-19-Pandemie verkürzt, sodass er erst 2021 wieder regelmäßig spielte. Es wurde das beste Jahr von Lomakin. Im Einzel erreichte er sein Karrierehoch von Platz 768. Im Doppel gewann er sieben Futures und zog in Nur-Sultan das erste Mal ins Finale eines Challenger-Turniers ein, nachdem er zuvor nie weiter als die zweite Runde gekommen war. Er stand am Ende der Saison auf Rang 345.
2022 steigerte er sich im Doppel erneut, im Einzel konnte er erst das zweite Mal in seiner Karriere ein Future-Halbfinale erreichen. Im Doppel gewann er hingegen die Future-Titel 15 bis 17 und zog im März des Jahres in Pereira ins zweite Challenger-Finale ein. Erneut verlor er. Gleiches geschah bei seiner Premiere auf der ATP Tour, die er dank einer Wildcard in Astana geben konnte. Er unterlag mit seinem Partner Denis Jewsejew zum Auftakt. Da er vier Male unter die besten Vier bei einem Challenger kam, notierte er im September des Jahres mit Rang 203 am höchsten in seiner Karriere; das Jahr schloss er auf Platz 210 ab. Anfang 2023 kam er beim neu ins Leben gerufenen United Cup zum Einsatz. Er verlor in seinem Doppel gegen die polnische Paarung.